# Пляж Малибу
«Пляж Малибу» (англ. Malibu Beach) — американская молодёжная комедия Роберта Дж. Розенталя 1978 года.
В фильме появляется персонаж Дуган в исполнении Стива Оливера, которого тот ранее уже играл в фильме «Фургон» (1977).

## Сюжет
Начинаются летние каникулы, молодёжь отправляется на пляж. Два друга Бобби и Пол хотели бы провести это время с девушками из школы Диной и Салли. Дина устраивается на лето работать спасателем на пляж. Она хотела бы загореть, поэтому появляется на работе не в форме, а в обычном бикини. Бобби пытается завязать отношения с Салли, а Пол с Диной, но общение у них не складывается. Ситуация меняется в лучшую сторону, когда молодые люди меняются своими парами.
На пляже обитает хулиган-качок Дуган. Он пытается завести с кем-нибудь отношения. Сначала он проявляет интерес к мисс Пликетт, учительнице Бобби и Пола. Когда же она сбегает от него, Дуган переключает своё внимание на новую спасательницу Дину. На этой почве у него начинается конфликт с Бобби, который постоянно крутится возле неё. Теперь каждый раз, когда Дуган встречает Бобби, он пытается задеть его. В какой-то момент они устраивают гонки по пляжной парковке. Дуган садится за руль «Кадиллака» местного богатого парня Клода, а Бобби угоняет полицейскую машину. Эти гонки заканчиваются аварией.
Два местных полицейских пытаются быть строгими с местной молодёжью, но сами попадают под влияние расслабленной летней атмосферы. Дина и Бобби всё больше и больше проникаются друг другом. В какой-то момент Дуган всё же собирается избить Бобби, но девочки предлагают мальчикам посоревноваться как-нибудь по-другому, например, поплавать наперегонки. Бобби и Дуган устраивают заплыв. Пол пугает Дугана своим одетым на спину акульим плавником. На Бобби же неожиданно нападает настоящая акула, но тот успевает спрятаться на пирсе. Хотя Дугану не удаётся заполучить Дину, на него снова обращает внимание мисс Пликетт.

## В ролях
- Ким Лэнкфорд — Дина
- Джеймс Дотон — Бобби
- Сьюзэн Плейер — Салли
- Майкл Лютер — Пол
- Стив Оливер — Дуган
- Флора Пламб — мисс Пликетт
- Роджер Лоуренс Пирс — Клод
- Шерри Ли Маркс — Марджи
- Тара Штрохмайер — Глорианна
- Рори Стивенс — Чарли
- Пэрррис Бакнер — Родни
- Брюс Кимболл — Лайл
- Билл Адлер — Ваннер

## Приём
В AllMovie отметили, что хотя в фильме практически отсутствует сюжет, он всё равно работает, показывая небольшой фрагмент жизни подростков конца 1970-х годов. В The Spinning Image отметили, что это беззаботный подростковый фильм, где молодые актёры лишь раздеваются и подшучивают друг над другом.